# Osea Vakatalesau
Osea Vakatalesau (Suva, 15 gennaio 1986) è un calciatore e giocatore di calcio a 5 figiano, di ruolo attaccante.

## Carriera
Soprannominato Ozzy, è stato il capocannoniere ai Giochi del sud Pacifico del 2007 con 10 reti; nel 2010 ha partecipato con la sua nazionale alle qualificazioni al campionato mondiale, risultandone il capocannoniere a pari merito con l'attaccante del Burkina Faso Moumouni Dagano.

## Palmarès

### Club

#### Competizioni nazionali
- Campionato interdistrettuale figiano: 3

Lautoka: 2005
Ba: 2006, 2007
- Battle of Giants figiana: 3

Ba: 2006, 2007, 2008
- National Football League (Figi): 6

Ba: 2006, 2008, 2011, 2012, 2013
Lautoka: 2009
- Coppa delle Figi: 2

Ba: 2006, 2007
- Champions vs. Champions figiana: 4

Ba: 2006, 2008, 2011, 2012
- National Soccer League (Papua Nuova Guinea): 1

Hekari United: 2010-2011
- Port Vila Premia Divisen: 1

Amicale: 2014